# Русев, Иван
Иван Атанасов Русев (15 ноября 1872, Шумен — 1 февраля 1945, София) — генерал-майор, министр внутренних дел Болгарии (1923—1926).

## Образование
Окончил Военное училище в Софии (1892), Николаевскую академию Генерального штаба в Санкт-Петербурге (1900).

## Военная служба
- С 1892 служил в 7-м пехотном полку.
- В 1900—1901 — офицер для поручений в оперативной секции штаба армии.
- С 1902 — главный редактор военных изданий («Военен журнал» 1902—1903; «Военни известия» 1903).
- В 1904—1906 — начальник штаба 2-й бригады 9-й пехотной дивизии.
- В 1907 — командир дружины (батальона) в 33-м пехотном полку.
- В 1908—1909 — начальник мобилизационной части в Военном министерстве.
- С 1910 по март 1912 — начальник школы подпоручиков запаса.
- В 1912—1913 — начальник штаба 8-й пехотной дивизии, в этой должности участвовал в Балканских войнах 1912—1913.
- С ноября 1913 по 1914 — начальник штаба 2-й военно-инспекционной области.
- В 1914—1916 — начальник штаба 2-й армии, в этой должности начал участвовать в Первой мировой войне.
- В 1916—1918 — командир 7-й пехотной дивизии.
- В 1918 — командир 2-й пехотной дивизии.
- С 20 октября 1918 — в запасе (после поражения болгарской армии в Первой мировой войне).

## Звания
- С 2 августа 1892 — подпоручик;
- С 2 августа 1895 — поручик;
- С 18 мая 1900 — капитан;
- С 18 мая 1905 — майор;
- С 1 января 1910 — подполковник;
- С 1 ноября 1913 — полковник;
- С 30 июня 1917 — генерал-майор.

## Государственный и политический деятель
В 1920—1921 был главным директором Трудовой повинности при правительстве Александра Стамболийского. Входил в состав Военного союза и политической организации «Народный сговор», был одним из основных участников государственного переворота 9 июня 1923, в результате которого было свергнуто правительство Стамболийского. В новом правительстве Александра Цанкова стал министром внутренних дел (с 9 июня 1923 по 4 января 1926), был одним из руководителей репрессий правительства против Болгарского земледельческого народного союза (БЗНС) после переворота 1923 и подавления Сентябрьского восстания в том же году, а также против других левых сил.
Затем являлся членом политической организации Демократический сговор, а в 1932—1934 — возглавлявшегося Цанковым Народно-социального движения. Депутат 21-го (1923—1927), 22-го (1927—1931), 23-го (1931—1934) и 25-го (1940—1944) Обыкновенного народного собрания.
После свержения царского правительства в Болгарии в сентябре 1944 был арестован. В 1945 году Народным судом приговорён к смертной казни по обвинению в руководстве репрессиями против оппозиции в 20-х годах и расстрелян. 26 августа 1996 года приговор был отменён решением Верховного суда Болгарии № 243.

## Труды
Автор научных работ по военной теории и истории Балканских войн и Первой мировой войны, а также книги «Общественные и политические мысли» (1941).

## Награды
- орден «За храбрость» 3-й и 4-й степеней 2-го класса.
- орден святого Александра 3-й степени с мечами.
- орден «За военные заслуги» 2-й степени с военным отличием, 5-го класса на обыкновенной ленте.
- орден «За заслуги» 2-й степени на обыкновенной ленте.